# Żabojadek
Żabojadek (Trachops) – rodzaj ssaków z podrodziny liścionosów (Phyllostominae) w obrębie rodziny liścionosowatych (Phyllostomidae).

## Rozmieszczenie geograficzne
Rodzaj obejmuje gatunki występujące od Meksyku do Brazylii.

## Morfologia
Długość ciała (bez ogona) 60–128 mm, długość ogona 10–28 mm, długość ucha 30–40 mm, długość tylnej stopy 16–22 mm, długość przedramienia 50–65 mm; masa ciała 16–55 g.

## Systematyka
Rodzaj zdefiniował w 1847 roku angielski zoolog John Edward Gray w artykule zatytułowanym Charakterystyka sześciu nowych rodzajów nietoperzy, dotychczas nierozróżnianych, opublikowanym w czasopiśmie „Proceedings of the Zoological Society of London”. Gatunkiem typowym jest (oryginalne oznaczenie) żabojadek brazylijski (T. cirrhosus).

### Etymologia
- Vampyrus: fr. vampire ‘wampir’[13]. Gatunek typowy: Spix wymienił trzy gatunki – Vampyrus soricinus von Spix, 1823 (= Phyllostoma bernicaudum H.R. Schinz, 1821), Vampyrus bidens von Spix, 1823 i Vampyrus cirrhosus von Spix, 1823 – z których gatunkiem typowym jest (późniejsze oznaczenie) Vampyrus cirrhosus von Spix, 1823[14].
- Istiophorus (Histiophorus): gr. ιστιοφορος istiophoros ‘noszący żagle’, od ιστιον istion ‘żagiel’; -φορος -phoros ‘noszący’, od φερω pherō ‘nosić’[15].
- Trachops: gr. τραχυς trakhus ‘chropowaty, szorstki’; ωψ ōps, ωπος ōpos ‘oblicze, twarz’[16].
- Tylostoma: gr. τυλος tulos ‘guzek, gula’; στομα stoma, στοματος stomatos ‘usta’[17]. Gatunek typowy: Tylostoma mexicana de Saussure, 1860 (= Vampyrus cirrhosus von Spix, 1823).

### Podział systematyczny
Do rodzaju należą następujące gatunki:
| Grafika | Gatunek            | Autor i rok opisu  | Nazwa zwyczajowa      | Podgatunki         | Rozmieszczenie geograficzne | Podstawowe wymiary                                      | Status IUCN |
| ------- | ------------------ | ------------------ | --------------------- | ------------------ | --- | ------------------------------------------------------- | ----------- |
|         | Trachops ehrhardti | Felten, 1956       |                       | gatunek monotypowy | endemit Brazylii: południowo-wschodnia część Mata Atlântica; zakres wysokości: 0–500 m n.p.m. | DC: brak danych DO: 1,4 cm DP: 5,6–6 cm MC: brak danych | NE          |
|         | Trachops cirrhosus | (von Spix, 1823)   | żabojadek brazylijski | gatunek monotypowy | Kostaryka na południe do Ameryki Południowej, w tym Kolumbia, Wenezuela, region Gujana, Ekwador, Peru północna, środkowa oraz wschodnia Boliwia; także Trynidad; zakres wysokości: 0–500 m n.p.m. | DC: 6–12,8 cm DO: 1–2,8 cm DP: 5,3–6,5 cm MC: 16–55 g   | LC          |
|         | Trachops coffini   | E.A. Goldman, 1925 |                       | gatunek monotypowy | południowy Meksyk (południowe Veracruz, Oaxaca i większa część półwyspu Jukatan) na południe do Nikaragui                                                                                         | DC: 5,6–10,7 cm DO: 1–2,2 cm DP: 5–6,2 cm MC: 22–46 g   | NE          |